# 10426 Charlierouse
10426 Charlierouse eller 1999 BB27 är en asteroid i huvudbältet som upptäcktes den 16 januari 1999 av Spacewatch vid Kitt Peak-observatoriet. Den är uppkallad efter den amerikanske jazzmusikern Charles Rouse.
Asteroiden har en diameter på ungefär 9 kilometer och den tillhör asteroidgruppen Eunomia.